# Југослав Влаховић
Југослав Влаховић (Београд, 17. март 1949) српски је ликовни уметник и педагог познат по илустрацијама, карикатурама, стриповима и ликовном обликовању.

## Биографија
Дипломирао је на Факултету примењених уметности у Београду где је сада редовни професор (Графика књиге). Као студент био је активан музичар (мјузикл “Коса” Атељеа 212), група “Породична мануфактура црног хлеба” и члан перформанс групе “Екипа А3” (Екипа за Акцију и Анонимну Атракцију).
Дугогодишњи је илустратор - карикатуриста и уредник недељника НИН (од 1976). Објављивао у бројним југословенским, српским и иностраним листовима: The New York Times, Wiener Journal, Wiener Zeitung, La Reppublica, Das Sonntagsblatt, Die Zeit, Courrier International. и др.
Приредио 80 самосталних изложби. Објавио дванаест књига карикатура и мапу графика сериграфија Сликари и воајери (Студентски културни центар Београд, 1981. Опремио велики број књига и омота плоча, између осталих и комплетан опус састава „Рибља чорба“.
Добитник је бројних награда и признања за илустрације, карикатуре и графички дизајн: Пјерова, Браће Карић, Crayon de Porcelaine, Aydin Dogan/Trump Award и друге.
Радови му се налазе у Музеју савремене уметности и Музеју примењених уметности у Београду и у иностраним музејима и збиркама (Базел, Габрово, Бон, Париз). Приредио ретроспективну изложбу у Музеју примењене уметности у Београду 2014. Активан и на другим подручјима примењене графике: дизајну заштитних знакова и логотипа, рекламних кампања и др.
Један је од оснивача Art directors Club Србије и Удружења карикатуриста Србије FECO чији је председник.

## Ауторске књиге илустрација-карикатура и стрипова
- Вени, види, виц (ФПУ, 1974)
- Расветљен случај („Књижевне новине“, 1986)
- Југослав („Књижевне новине“, 1991)
- Denkzettel (Edition Atelier, Беч, Аустрија, 1999)
- Консеквенце (Породична мануфактура, 2000)
- Арт гелери (НИН, 2001)
- Велика мала књига („Цицеро“, 2005)
- Чекајући годове (Графички колектив, 2006)
- Мондисеја 2001-2009 (НИН, 2010)
- Црна (Породична мануфактура, 2011)
- Katze Blackie (Schoeffling & Co, Франкфурт / Немачка, 2013)
- Књига отисака - монографија (Музеј примењене уметности у Београду, 2014)

## Приређене књиге
- Ведра страна Србије – савремена српска карикатура (New moment, 2010)
- Библиофилска издања на ФПУ 1964-2010 (Факултет примењених уметности у Београду, 2010)

## Признања (секција под израдом)
- Звање Витез од духа и хумора (Гашин сабор, 2018), додељују Центар за уметност стрипа Београд при Удружењу стрипских уметника Србије и Дечји културни центар Београд[5]

## Награде
- 2004: Награда Браћа Карић